# كارستن باومان (لاعب كرة قدم)
كارستن باومان (بالألمانية: Carsten Baumann)‏ هو لاعب كرة قدم ألماني في مركز الهجوم، ولد في 7 أكتوبر 1946. لعب مع فيردر بريمن.

## وصلات خارجية
- كارستن باومان على موقع قاعدة بيانات كرة القدم.إي يو (الإنجليزية)
- كارستن باومان على موقع بيانات كرة القدم. دي إي (الألمانية)
- كارستن باومان على موقع عالم كرة القدم.نت (الإنجليزية)